# 국민위병
국민위병(國民衛兵, 프랑스어: la Garde nationale)은 1789년의 프랑스 혁명 초기에 질서 유지와 자위를 목적으로 창설된 시민군이다. 각 도시마다 하나씩 배치되어, 1871년까지 존속하였다. 정규군과는 별도로 운영된 조직으로, 초기 통솔자는 라파예트 후작이다. 1792년 여름까지 중산 계층과 입헌군주제를 지지하는 사람들에게 널리 인정되었다. 국민위병은 프랑스 혁명 중에 얼마간의 영향을 미쳤으나, 나폴레옹에 의해 해산되었으며, 1809년과 1814년에 일시적으로 국가 방위를 위해 소집되었다. 1814년에는 2만 여명의 국민위병이 파리 전투에 참전하였다.
21세기 들어 프랑스에서 테러리즘이 빈발하기 시작하면서 2016년 부활했다.